# Banner Boy Buckboard
Banner Boy Buckboard war eine US-amerikanische Automobilmarke.

## Beschreibung
Hersteller war Banner Welder Inc. aus Milwaukee in Wisconsin. Einziges Produktionsjahr war 1958.

## Fahrzeug
Der Banner Boy Buckboard entsprach im Wesentlichen dem Smith Flyer aus der Zeit um den Ersten Weltkrieg, hatte aber an Stelle des Treibrades einen hinten eingebauten Einzylindermotor von Briggs & Stratton, der 2,75 bhp (2 kW) entwickelte und mit einem Seilzug gestartet wurde. Neben dem Motor waren auf der Plattform nur das Lenkrad und zwei Schalensitze angebracht. Der Radstand betrug wie beim Vorbild 1575 mm.